# ファリニシュ
ファリニシュ（アイルランド語: Failinis、Ṡalinnis/Shalinnis）は、アイルランド伝承文学に登場する犬。元はイルアドの国の犬だが、トゥアハ・デ・ダナーン（ダーナ神族）の長腕のルーが、トゥレンの子らから賠償（エリック éraic）に求めて得た物品のひとつ。
元はイルアドの鍛冶師または王の仔犬だった。
とくに、その毛皮に触れる水をワインと化す（あるいは酒類を口から吐き出す）能力があるといわれる。また百獣に君臨するともいわれ、魔法で人間も亡き者にする殺傷能力も発揮する。
時代がくだると、ルーの犬は異国の三人組の持ち物となり、フィン・マックール率いるフィアナ騎士団が遭遇する。犬を使った酒の密造を盗み見した団員は犬によって始末されるが、古謡では、それが発覚し、いったんフィンに犬が献上されるが、三人組は犬を殺して毛皮だけを異国に持ち去る。散文物語では犬にはフェル・ヴァックという異なる名がつけられており、盗み見した隊員は行方が分からないままで三人組や犬の罪は問われない。

## 名称とその典拠
仔犬は、アイルランド神話物語群でトゥレンの子らが課せられたルーへの賠償品のひとつに数えられる。
ただし、中世の偽史『アイルランド来寇の書』では無名の犬で、イルアドの王宮の鍛冶師であるとのみ記される。しかし近代版物語（ロマンス）『トゥレンの子らの最期』には、イルアドの王が所有するファリニシュという名の犬として登場する。
さらにはフィン物語群で、フィアナ騎士団が、かつてルーの持ち物だった魔法の犬ファリニシュまたはハリニシュを持つイルアドの三人組（三王子）に遭遇する。
この古い典拠としては、推定12世紀の古謡「奴らは三人組でやって来た..」がまず挙げられる。同じ話は『古老たちの語らい』にも挿入されているが、そこでは犬の名前がフェル・ヴァクに代わっている（アイルランド語: Fer Mac アイルランド語: Fermac）。

### 相互関連性
フィン物語群の古謡や物語なかでは、ルーの持ち物と明記されているので関連性は疑うべくもないのだが、『来寇の書』所収のトゥレンの子らの悲劇の節を編訳したトゥルナイゼンがその関係を指摘している。
また、『古老たちの語らい』の挿入話も、読み比べれば古謡の粗筋と同じなことは明確だが、同じ伝承であることはA・G・ファン・ハメルが指摘しており、互いに内容を補完できる資料であるとしている。

### 語釈
ファリニシュ（Failinis）という名は、アイルランドの美称"Inis Fáil" （ファルの島）をあべこべにしたものであろうと『トゥレンの子らの最期』の編訳者であるオカリーは考察した。マカリスターも、このような名前は「聞くからに、超常級の神話の混同」であろうと意見している。
だが、この「混同」による名は、近代につくられたものではなくトゥルナイゼンが指摘するように、同一かほぼ同一の名前（Failinis または アイルランド語: Ṡalinnis/Shalinnis）が中世12世紀のフィアナ伝説群（オシアン伝説群）の古謡（バラッド）にみられるのである。

## 属性
この犬は戦においては無敵で、遭遇した野獣はすべてとらえ、魔法の力で浴びた水をワインに変質させられる、と語られる。
すべての獣に君臨する犬で、猟の獲物となるあらゆる動物（魚類も含む）を捕らえる。

### ワインを生じる力
この犬はその毛皮に水等を接触させるとワインを生じさせる能力をもっている（『アイルランド来寇の書』）。この属性は『トゥレンの子らの最期』では言及されないが、フィアナ伝説群の古謡には引き継がれていることが指摘されている。古謡によれば、イルアドの国から上陸した三人組が連れてきたファリニシュは、触れた水を"ミード（蜜酒）やワイン"に変えてしまう。『古老たちの語らい』では、"さまざまな酒類"を口から吐き出した

### 外見
古謡のファリニスは、"いと美しき色の犬"で、フェル・ヴァクは極彩色で、白、黒、青色をふくめたあらゆる色あいを放つ、と形容されている
古謡では、昼間のあいだは"五十人の男も倒す"程の巨犬であるが、夜になると"火の玉"（あるいは"雷霆"）と化す 。フェル・ヴァクも、通常はあらゆる犬をしのぐ巨大さであるが、口から酒類を出すときのフェル・ヴァクは、"女王の膝上の松貂ほど"の大きさにに縮小した姿になる。
この犬の性別は解釈が分かれており、同じ犬（cú）でも、古謡の方はオス犬（ドイツ語: Rüde）とされ、フェル・ヴァクはメス犬（"bitch"）と訳されている。

### 所有者
ルー  がトゥレンの子ちブリーアン、イウハル、イウハルヴァより賠償（エリック éraic）として求められた品々のひとつがこの犬である。
当初は異国のイルアドの王宮の鍛冶師 、あるいはイルアドの王その人がが所持した犬であった。このイルアドとは、様々に表記されるが、伝説の北欧の王国。この犬はトゥレンの子らが得て、ルーに引き渡した。
かつて神の時代に「マントのルー」（アイルランド語: Lugh na lenn）が所持した犬ファリニスは、人間の時代になるとフィアナ騎士軍のところに姿をあらわす。それはトゥレンの子らが、イルアドの王から奪った犬とも明記される。
その飼い主は、シェラ、ドラト、ドヴナンという異国の三人組と古謡にはあり、フェル・ヴァックの飼い主はドゥヴ、アグ、イラルという東国イルアドの三王子と散文物語『古老たちの語らい』は記す 。

## エピソード

### フィアナ騎士を殺す
古謡でも散文でも、三人組は犬を使ってワイン・酒類を密造していたが、絶対に覗き見てはならないという約定を犯したフィアナ騎士を許さず始末した。殺されたのは古謡ではドゥヴァン・マク・ブレサルであり、散文ではドンとドゥヴァンというアルスターの2人の王子である。
犬が没収・殺される結末
古謡では騎士団長のフィン・マックールが「英知の歯」（古アイルランド語: dét fiss）を使ってドゥヴァンを殺した下手人が三人組だとつきとめ、犬は賠償としてフィンに差し出される。また三人組は、犬が生きているあいだはアイルランド外に持ち去ってはならないという制約を立てた。しかし三人組は、犬を殺してその皮をはぎ、異国に持ち去った
うやむやな結末
散文物語『古老たちの語らい』では、フィアナ騎士団が9人の騎士と9人従僕（ギリー Gillie）編成の捜索隊を繰り出して探索にあたったが、盗み見して始末されたウラドの王子たちの行方は杳として知れなかった 。三人組に責任を問わせようとする団員もいたが、フィンの庇護下に入り、不問に処されている。
犬の攻撃手段
フェル・ヴァックの攻撃の詳細は、『古老たちの語らい』に描写されている。二人の偵察者に対し、犬は尾を上げて魔法（ドルイド術）の風を呼びおこし、相手は盾も槍も剣も落としてしまう。そして三人組がその者たちを始末すると、犬は息を吹きかけ、遺体は塵と灰と化して、血も肉も骨も跡形もなくなった。
のちに、三人組と犬は傭兵仕事を引き受け、脅威となったウアルの三人の息子たちの退治にくわわった。イルアドのドゥヴが追放の呪文を唱えると、犬は尻尾の風で敵を海へと追い払い、魔法にかかった敵は同士討ちをはじめて互いの頭に致命傷の刀傷を負わせた。